# Medvetánc (film, 1971)
A Medvetánc 1971-ben bemutatott magyar rajzfilm, amelynek József Attila azonos című versére készült Bartók Béla zongoradarab animációs változata.

## Alkotók
- Közreműködtek: Zempléni Kornél, Harsányi Gábor
- Rendezte és tervezte: Richly Zsolt
- Zenéjét szerezte: Bartók Béla (archív felvétel)
- Operatőr: Neményi Mária
- Hangmérnök: Bársony Péter (hangmérnök)
- Vágó: Hap Magda
- Rajzolták: Koltai Jenő, Rofusz Ferenc
- Gyártásvezető: Gyöpös Sándor

Készítette a Pannónia Filmstúdióban.